# Thimphu City FC
Thimphu City FC is een voetbalclub uit Thimphu, Bhutan.
Thimphu City FC speelt in de Bhutan Premier League. De ploeg speelt in het Changlimithanstadion.

## Bekende (oud-)spelers
- Tshering Dorji
- Passang Tshering

## Erelijst
- Bhutan Super League (2) : 2016, 2017
- Bhutan Premier League (2) : 2016, 2020
- National Futsal Mini Voetbal League (2) : 2016, 2018

BFF Academy U-19 · Paro FC · Phuentsholing United · Royal Thimphu College FC · Tensung · Thimphu City · Transport United · Tsirang FC